# Gemisa Investments
Gemisa Investments un fond de investiții din România orientat către finanțarea companiilor aflate într-un stadiu incipient de dezvoltare ori nou create, înființat în toamna anului 2004.
Este controlat de acționarii A&D Pharma, oamenii de afaceri Ludovic Robert, Walid Abboud, Roger Akoury și Michel Eid.
Portofoliul Gemisa, primul fond de investiții privat cu capital de risc, include companiile Miniblu (magazine cu articole pentru copii), Optical Network (magazinele de optică Optiblu), Fleet Management Services (managementul flotelor auto), Egibo (magazinele GIPO), BIA (HR), GeroAslan (cosmetice), Oxigen Plus (vânzarea și închirierea de echipamente medicale), Press Pro International (publicații și evenimente medicale), Cristal Diagnostic (servicii medicale) și Sport Distribution Group (importator și distribuitor al unor produse italiene de sport).
Cifra de afaceri în anul 2007: 23 milioane euro.